# Jan Karlsgarden
Träger des  Freilichtmuseums Jan Karlsgarden  ist die autonome finnischen Provinz Åland. Es befindet sich direkt neben der mittelalterlichen Burg Kastelholm in Sund. Im Museum befinden sich mehrere bäuerliche åländische Gebäude, die aus verschiedenen Orten der Ålandinseln in das Museum transloziert wurden. Sie stammen vorwiegend aus dem 18. und 19. Jahrhundert. Die Gebäude sind im Museum wie ein typischer åländischer Hof aus der zweiten Hälfte des 19. Jahrhunderts angeordnet: Unter den Gebäuden befindet sind ein Wohnhaus, ein Sommerhaus, ein doppelstöckiges Vorratshaus, Dachbodenspeicher und Getreidespeicher sowie ein Viehhof mit Pferdestall, Viehstall, Ochsenstall und Schafsstall. Die Darre, die Sauna und die Schmiede liegen ein Stück weiter vom Wohnhof entfernt. Des Weiteren befinden sich mehrere der für die Ålandinseln typischen Windmühlen auf dem Gelände, sowie weitere Einzelgebäude (u. a. Bootshaus, Fischerhütte).
Direkt vor dem Eingang des Freilichtmuseums liegt das Gefängnismuseum Vita Björn.